# Carta de invitación
La Carta de invitación (en checo: Zvací dopis) es la designación habitual de una carta sin fecha enviada en agosto de 1968 por los políticos checoslovacos Alois Indra, Drahomír Kolder, Oldřich Švestka, Antonín Kapek y Vasiľ Biľak al líder soviético Leonid Brézhnev. Contenía un llamado a la ayuda por todos los medios contra la supuesta contrarrevolución inminente en Checoslovaquia. La carta se convirtió en pretexto para que el liderazgo soviético invadiera Checoslovaquia el 21 de agosto de 1968, hecho que terminó con la Primavera de Praga. Estaba escrita en ruso.
Según testigos, la carta fue entregada a Brezhnev en el Hotel Sorea en Bratislava el 3 de agosto de 1968, poco después de que las conversaciones entre los líderes soviéticos y checoslovacos en Čierna nad Tisou terminaran en un fracaso para la parte soviético. La existencia de la carta permaneció en secreto. pero el 15 de julio de 1992 fue descubierta sellada en el Archivo Estatal de la Federación de Rusia, con fecha 25 de septiembre de 1968. El sobre fue firmado por Konstantin Chernenko con las palabras "Registrado en el Archivo del Politburó. No abrir sin permiso". El texto fue firmado por Brezhnev, por lo que se supone que solicitó una nueva versión, que debía incluir a otros países del Pacto de Varsovia y fue firmada por varias personas. [ fuente? ] Al día siguiente, la carta fue llevada a Praga y presentada al público.
La misión de la carta fue probablemente traición también según las leyes de la época. Los abajo firmantes nunca fueron juzgados por ella. La autenticidad de las firmas ha sido probada por métodos forenses.

## Firmantes
- Alois Indra (1921-1990), entonces ministro de Transportes y miembro del Comité Central del Partido Comunista de Checoslovaquia. En 1971, se convirtió en presidente de la Asamblea Federal de Checoslovaquia.
- Drahomír Kolder (1925-1972), entonces miembro del Comité Central del Partido Comunista. En 1969 se convirtió en presidente del Comité de Control del Pueblo.
- Oldřich Švestka (1922-1983), entonces miembro del presidium del Comité Central del Partido Comunista. Después de la ocupación, volvió al puesto de editor en jefe del Rudé právo, del que fue destituido durante la Primavera de Praga.
- Antonín Kapek (1922-1990), entonces miembro del Comité Central del Partido Comunista. Antes había escrito una carta personal a Brezhnev. Más tarde, jugó un papel importante en la era de la normalización.
- Vasiľ Biľak (1917-2014), entonces miembro del presidium del Comité Central del Partido Comunista. Después de la ocupación, fue secretario del Comité Central del Partido Comunista con una influencia decisiva en la política exterior, pero principalmente en el ámbito ideológico.